# Hüdria
A hüdria (vagy hydria, ógörögül: ὑδρία) ókori görög vázaforma, víztartó edényként szolgált. Két oldalsó és egy egy hordást segítő hátsó füle volt. Két jellemző változata az i. e. 6. századi, melynek formája a nyak tövénél éles szögben megtörik, valamint az i. e. 5-4. századi változata, melynek nyaki része és válla nem olyan meredek szögben válik el egymástól. Az ártándi leletben talált bronzedény is e típusba tartozik. Anyaga először kerámia, majd bronz és üveg volt. Egyéb fémből csak jóval később terjedt el, amikor az öntvénytechnikát megismerték. Előtte több darabból állították össze.
A hüdria utóbbi változatainak ión és aiól neve χάλπις és χάλπη (kalpisz vagy kalpé).

## Lásd még
- benei bronzhüdria
- grächwili hüdria

## Galéria

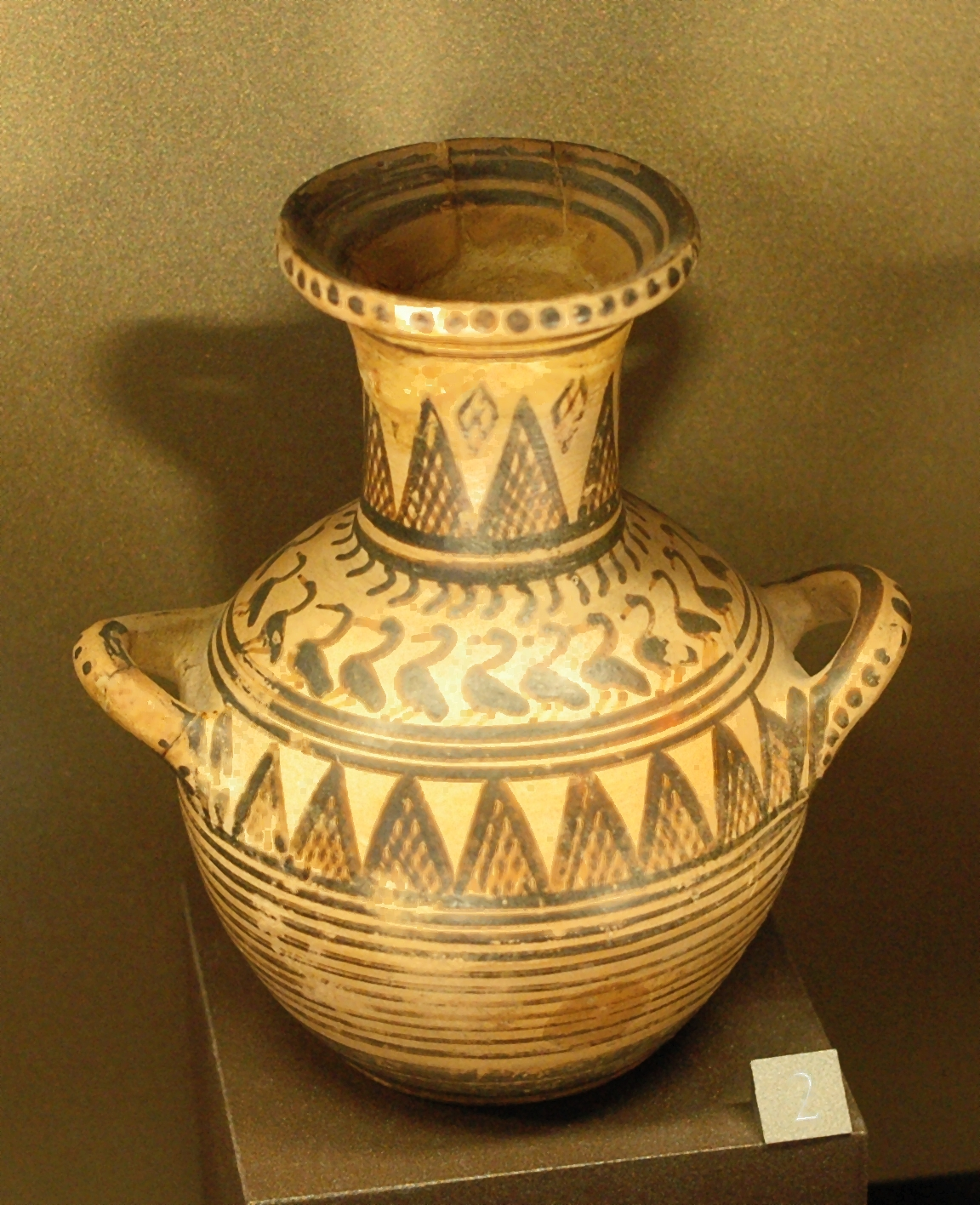
Kisméretű hydria Thébából (Kr. e. 700-750)
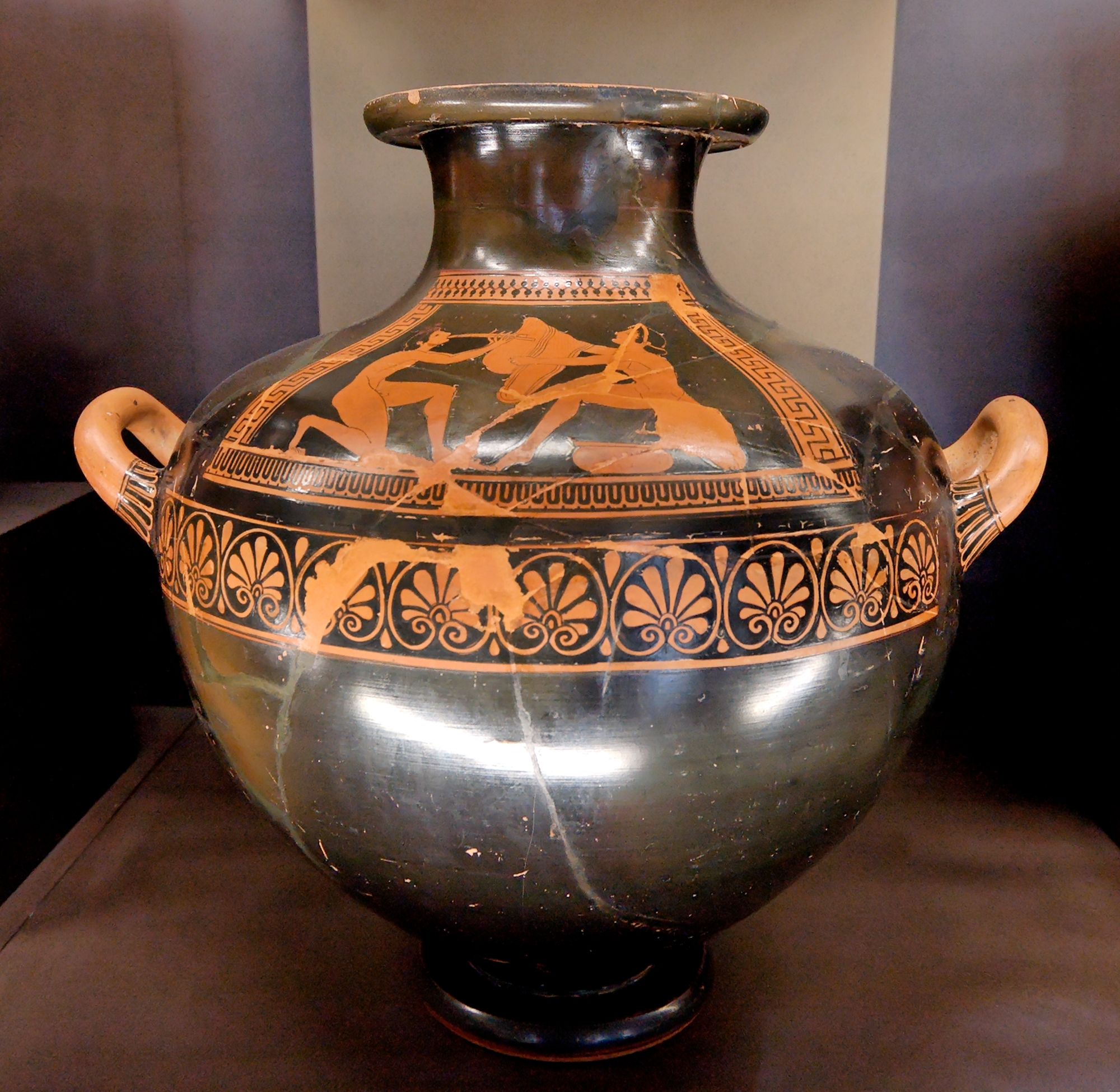
Egy kalpisz
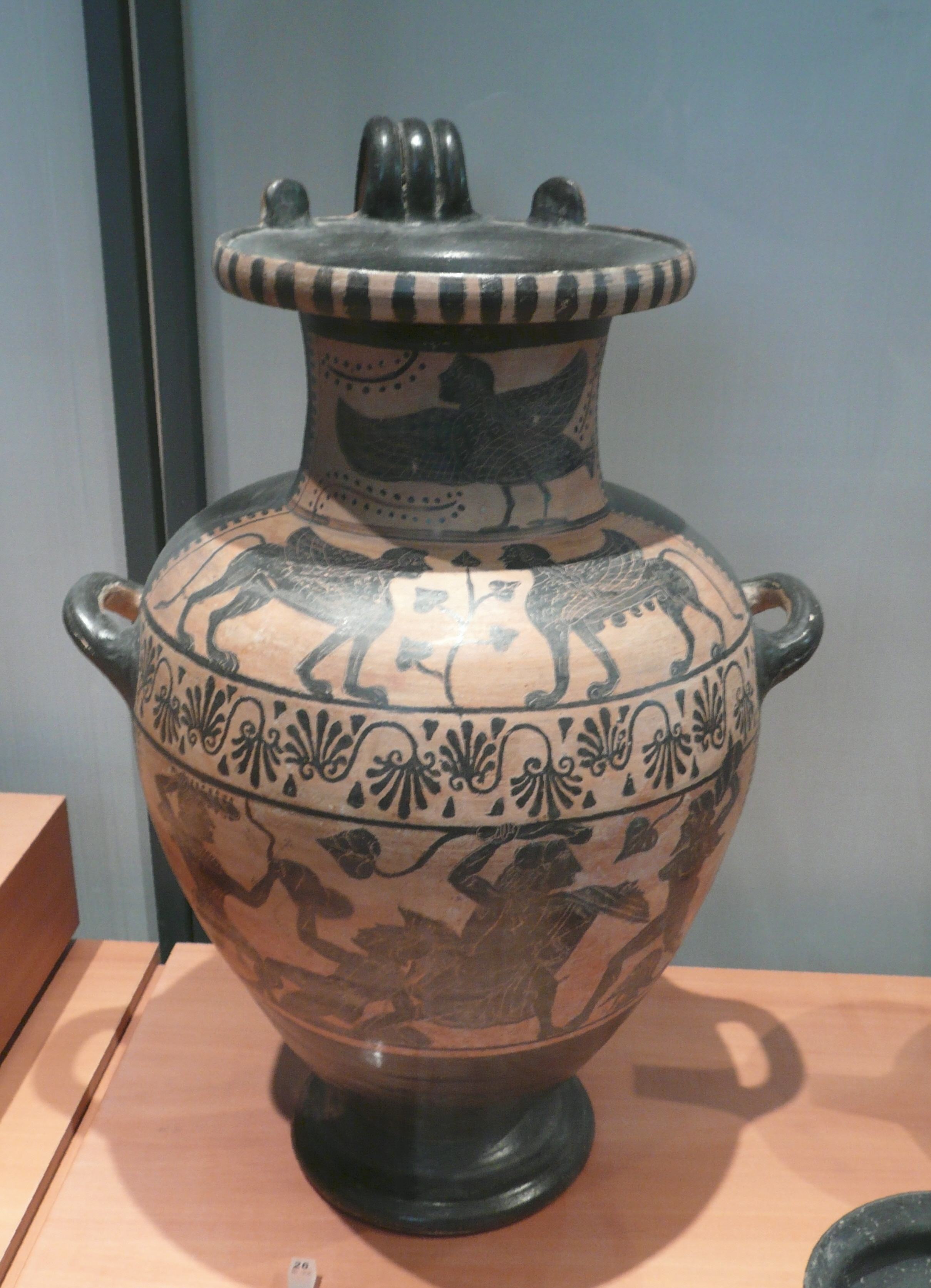
Etruszk hüdria
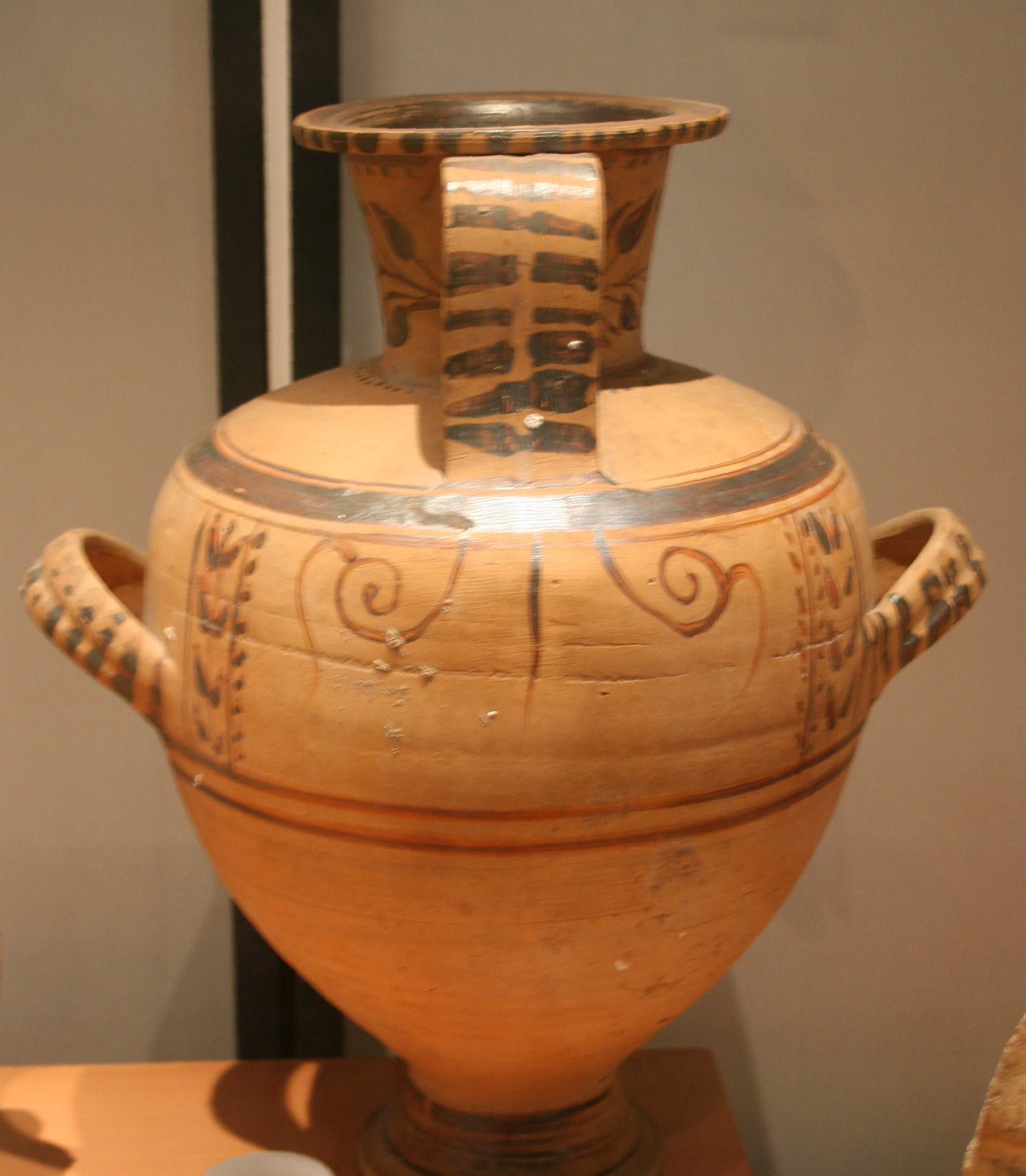
Hüdria Alexandriából